# Płonica (województwo dolnośląskie)
Płonica (niem. Dörndorf) – wieś w Polsce położona w województwie dolnośląskim, w powiecie ząbkowickim, w gminie Złoty Stok.

## Toponimia
W pierwszej wzmiance o wsi występuje pod nazwą Heinrici Villa. Następnie Villa Heimrici (1284), Durhenrisdorf (1293), Plonicza, Durrinheinrichsdorf (1317), Durndorf (1330), Dürrendorf (1341), Durrendorf (1349),  Durrendorph (1351), Türndorff (1667),  Dörndorff (1726). Do końca II wojny światowej występuje pod nazwą Dörndorf. Heinrich Adamy w swoim dziele o nazwach miejscowości na Śląsku z 1888 r. opisuje nazwę wsi Dörndorf jako pochodzącą od zasadźcy wsi o imieniu Heinrich oraz słowo dürr. Obecność tego słowa oznaczać może dodatkowy opis zasadźcy bądź charakterystyczny element wsi. Słowo dürr tłumaczyć można jako suchy, zwięzły lub chudy. W 1317 zanotowano słowiańsko brzmiącą nazwę Plonicza. Obecna nazwa została nadana w 1946 roku.  

## Historia
Płonica powstała najprawdopodobniej w I poł. XIII w. podczas niemieckiej kolonizacji Przedgórza Sudeckiego. Wieś miała początki jako wieś rycerska. Wieś zakładał prawdopodobnie rycerz o imieniu Henryk, stąd pierwsza nazwa – Heinrici Villa. Pierwsza wzmianka o miejscowości pochodzi z 1260 roku. W 1293 r. rycerz Mojko z Byczenia sprzedaje Hermanowi, wójtowi z Goworowa łan we wsi. W krótkim okresie stała się uposażeniem klasztoru cysterek w Trzebnicy. Od roku 1351 aż do sekularyzacji w 1810 roku, była wsią klasztorną cystersów z Kamieńca Ząbkowickiego. Wieś należała do grupy średniej wielkości wsi klasztornych, co potwierdzają zasoby majątku klasztornego, oszacowane w 1765 roku na 2533 talarów. W skład społeczności wsi wchodziło 11 kmieci, 5 zagrodników, 46 chałupników i 3 rzemieślników. Funkcjonował również jeden młyn wodny. W 1777 roku, na południowym skraju wsi, opat kamieniecki ufundował nowy kościół św. Mikołaja według projektu Józefa Kaufmana otoczony murem z epitafium pochodzącym z 1585 r.. W XIX wieku działała tu katolicka szkoła z jednym nauczycielem. W drugiej połowie XIX wieku wieś stała się ważnym zapleczem pracowniczym dla zakładów przemysłowych w Złotym Stoku.

## Demografia
Liczba ludności Płonicy na przestrzeni lat:
- 1785 r. - 330
- 1816 r. - 404,
- 1825 r. - 446,
- 1840 r. - 566
- 1871 r. - 519
- 1885 r. - 495
- 1905 r. - 403
- 1920 r. - 376
- 1926 r. – 400
- 1941 r. - 403
- 1970 r. - 271
- 1978 r. - 213
- 1988 r. - 230[6]
- 2021 r. - 177

## Zabytki
Do wojewódzkiego rejestru zabytków wpisany jest kościół filialny pw. św. Mikołaja, z 1777 r.